# Urbanus Van Anus in de weide / Urbanus Van Anus op de vijver
Urbanus Van Anus in de wei(de) / Urbanus Van Anus op de vijver is de tweede lp van Urbanus en kwam uit in 1975 op het label Parsifal. Kant 1 werd volledig live opgenomen in de Stadsschouwburg van Brugge op 26 september 1975. De productie is van Jan De Wilde, de arrangementen van Jan De Wilde en de muzikanten.
De plaat is niet apart op cd verschenen, maar verscheen op de Urbanus Verzamelbox, met uitzondering van 'Verhuizen', 'Telaatkomen en zuipen' en 'De grote kulturele tango'. Sinds 2014 zijn ook deze liedjes op cd verschenen, namelijk in de box 'Urbanus integraal'.

## Tracks
Kant 1: Urbanus Van Anus in de wei
1. De ideale man
2. Anti-maatschappijlied
3. Religieus liedje
4. Pepulle Pinken

Kant 2: Urbanus Van Anus op de vijver
1. Verhuizen
2. Fillemong en fillomeen
3. Moeke medelij
4. Telaatkomen en zuipen
5. De grote kulturele tango
6. Help me, ik ben rijk
7. De hottendogverkoper

## Muzikanten (kant 2)
- Urbanus: zang en akoestische gitaar
- Jean Blaute: elektrische gitaar, piano, synthesizer
- Frans Ieven: bas
- Guido Van Hellemont: akoestische gitaar
- Firmin Timmermans: drums
- Clee Van Herzeele: trombone
- Willem Vermandere: klarinet
- Wolfgang Van Impe: trompet
- Greta Ghyssaert: sopraanblokfluit
- Vera Henckens: altblokfluit
- Marc Peire: tenorblokfluit
- Richard Van Der Staey: viool
- Jan De Wilde: five-string banjo